# Platysenta caustimargo
Platysenta caustimargo är en fjärilsart som beskrevs av Dyar 1922. Platysenta caustimargo ingår i släktet Platysenta och familjen nattflyn. Inga underarter finns listade i Catalogue of Life.